# Sphaeronaemella fragariae
Sphaeronaemella fragariae är en svampart som beskrevs av F. Stevens & Peterson 1916. Sphaeronaemella fragariae ingår i släktet Sphaeronaemella, ordningen Microascales, klassen Sordariomycetes, divisionen sporsäcksvampar och riket svampar.   Inga underarter finns listade.